# Anigraea mediopunctata
Anigraea mediopunctata är en fjärilsart som beskrevs av Arnold Pagenstecher 1900. Anigraea mediopunctata ingår i släktet Anigraea och familjen nattflyn. Inga underarter finns listade i Catalogue of Life.